# 34175 Joshuadong
34175 Joshuadong este o planetă minoră (asteroid), cu un diametru de 6,655 km, din centura de asteroizi. A fost descoperită pe 24 august 2000 la Experimental Test Site⁠(d) de Lincoln Near-Earth Asteroid Research. 
Obiectul prezintă o orbită caracterizată de o semiaxă mare de 2,5881817 UAi, o excentricitate de 0,13, o înclinație de 4,12489 ° în raport cu ecliptica.